# 헤이즐 메디나
헤이즐 메디나(Hazel Medina, 1937년 10월 8일 ~ 2012년 2월 14일)는 미국의 배우, 사회복지사이다.
콜론에서 태어났으며 뉴욕에서 사망하였다. 사인은 다발성 골수종이다.

## 출연 작품

### 영화
- 사랑하는 아내, 사랑스런 그녀 (2007, I Think I Love My Wife)
- 여감방의 비밀 (1972, Women in Chains)

### 텔레비전
- 로앤오더 (1991-2004)